# Torre de Cervelló
La Torre de Cervelló (també anomenada de la Vall, de Salvaterra o de Gandesola) és una obra del municipi de Benissanet (Ribera d'Ebre) declarada bé cultural d'interès nacional. Situada al nord-oest del nucli urbà de la població de Benissanet, al vessant oriental de la serra de la vall de la Torre, controlant el pas del camí de Salvaterres que uneix Benissanet amb Corbera.

## Descripció
Es tracta de les restes conservades d'una torre de planta rectangular, bastida damunt la roca natural del terreny, de la que es mantenen íntegrament dempeus els murs nord i oest, la part septentrional de la façana de llevant i la cantonada sud-oest de la construcció. Tot indica que la torre estava distribuïda en planta baixa i dues plantes, tal com revelen les empremtes dels paviments documentades a la part interior de les façanes. La façana de tramuntana presenta quatre nivells d'espitlleres de mida petita, dues per planta. En canvi, la façana de ponent, força més ample que l'anterior, disposa de tres nivells que presenten tres espitlleres cadascun. Ambdós paraments presenten, a la part superior, diversos forats de mida quadrada probablement utilitzats per bastir un cadafal de fusta, actualment desaparegut. Els coronaments són emmerletats.
Les restes conservades de la façana de llevant presenten una isolada espitllera al nivell de la planta baixa. La cantonada sud-oest conserva un dels brancals de l'accés a l'interior de la torre. Està bastit amb carreus de pedra picada desbastats i conserva una de les peces de ferro de la polleguera de la porta. Una gran llosa desbastada serveix de marxapeu d'aquesta obertura. La part interior dels murs encara conserva els forats utilitzats per les bigues de suport dels paviments dels diferents pisos, entre altres obertures. Cal destacar l'extrem sud-est de la torre, donat que presenta una estructura bastida amb posterioritat a l'enderrocament dels murs. Es tracta d'un mur que conté les terres de l'únic nivell de circulació existent a la construcció, del que destaca una filada de petits forats quadrats.
Als peus de la torre envers llevant es conserven les restes dels edificis que conformaven l'antic poblat nascut a redós de la fortificació. La construcció està bastida en pedra sense treballar de diverses mides, lligada amb abundant morter. Les cantonades presenten pedres de mida gran desbastades.

## Història
De la torre de Cervelló no es conserva cap document històric encara que per les restes de la seva estructura es podria correspondre amb una petita casa forta d'un senyor local. Per les característiques constructives es suposa una obra del segle xiii-XIV.